# Matelea vailiana
Matelea vailiana är en oleanderväxtart som beskrevs av R. E. Woodson. Matelea vailiana ingår i släktet Matelea och familjen oleanderväxter. Inga underarter finns listade i Catalogue of Life.